# Тарч (европейский щит)

Тарч, кон. XV в. Королевская сокровищница, Стокгольм

Тарч, торч (нем. Tartsche, пол. tarcza, от старофр. targa — щит; др.-в.-нем. zarge) — название типа щитов, применявшихся западноевропейскими рыцарями с XIII по XVI век, по другим данным — с XIV по XV. Возможно, тарчи использовались и на Руси; во всяком случае, в радзивилловской летописи они изображены не менее 15 раз, также есть описания, относящиеся к XVI веку, которые можно трактовать как описания тарчей.

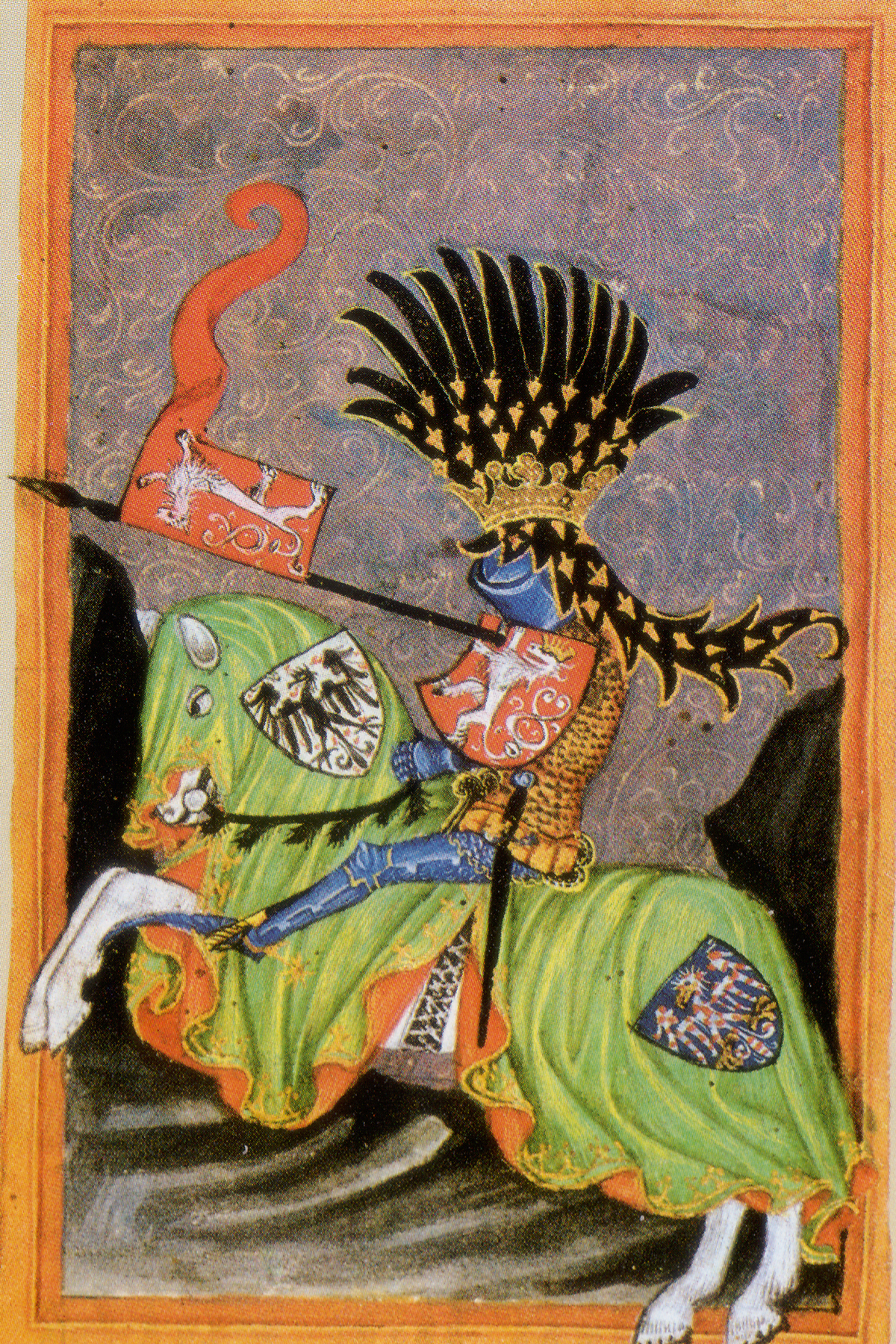
Чешский король Вацлав I. Миниатюра Гельнсхаузенского кодекса XV в.

В разных источниках признаки тарча трактуются по-разному. Так, австрийский исследователь Бехайм и следующий ему российский историк Ю. В. Шокарев понимают под тарчем треугольный или с полукруглым низом, или четырёхугольный щит ; другие исследователи понимают под тарчем сложнофигурный щит с расположенным справа вырезом (выемкой) для фиксации копья; Шокарев упоминает наличие такого выреза как опциональный признак тарча. Американский исследователь Башфорд Дин, придерживавшийся второй точки зрения, признавал при этом существование треугольной разновидности тарча, имевшей описанный вырез; треугольные щиты без выреза Дин относил к типу экю.

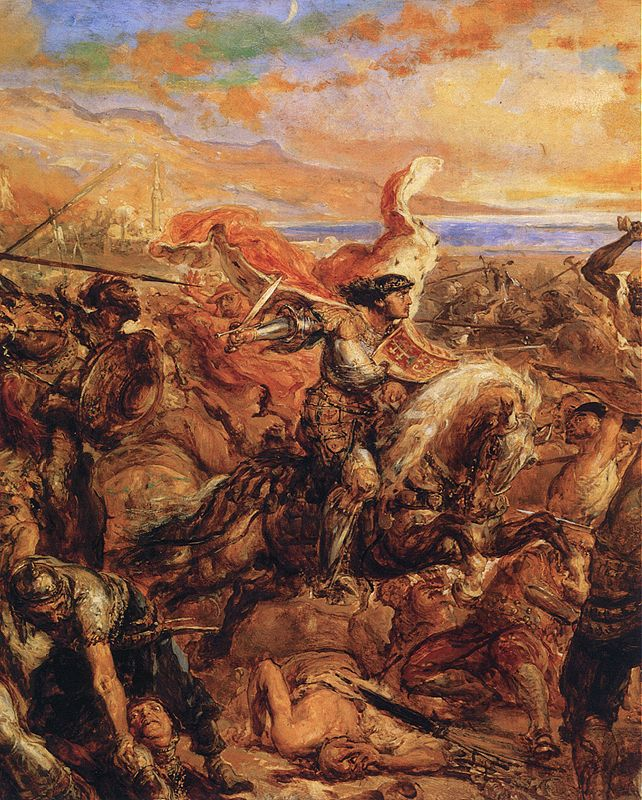
Король Владислав III в битве под Варной (1444). Фрагмент картины Яна Матейко, 1879 г.

Схожее по звучанию и также относящееся к щитам слово англ. targe обозначает круглые щиты пехотинцев (тж. target) или даже используется как синоним для обозначения щитов типа павеза.

## История
После 1200 года в европейской кавалерии прежние большие миндалевидные щиты были почти полностью заменены меньшими щитами треугольной формы с прямолинейными краями, получившими название «тарч». Постепенно этот вид щита распространился по всей Европе. Такой щит практически не уступал по защите миндалевидному щиту, оставалась открыта лишь нога ниже колена, но зато тарч был значительно легче. У тарчей, обычно имевшие «локтевое» крепление, один ремень надевался на предплечье, а второй зажимался в ладони. Чтобы освободить руки для управления конём и оружием, тарчи стали вешать на шею на ремне и держать лишь в кисти. Для действия копьем в тарче иногда справа делалась выемка. На протяжении своего существования тарч приобретал разные формы. В Англии и Северной Франции были распространены тарчи с закругленным низом, в Италии и Венгрии — их делали четырёхугольными и даже квадратными. Тарчи делали из различных пород дерева и обтягивали толстой и прочной кожей. Очень редко их изготавливали из железа. Сверху тарчи расписывались геральдическими эмблемами и гербами. С развитием рыцарских доспехов во второй половине XV века тарчи стали привинчивать к нагруднику. Дальнейшее развитие стальных доспехов сделало тарчи ненужными, и они исчезли в XVII веке.

## Венгерский щит

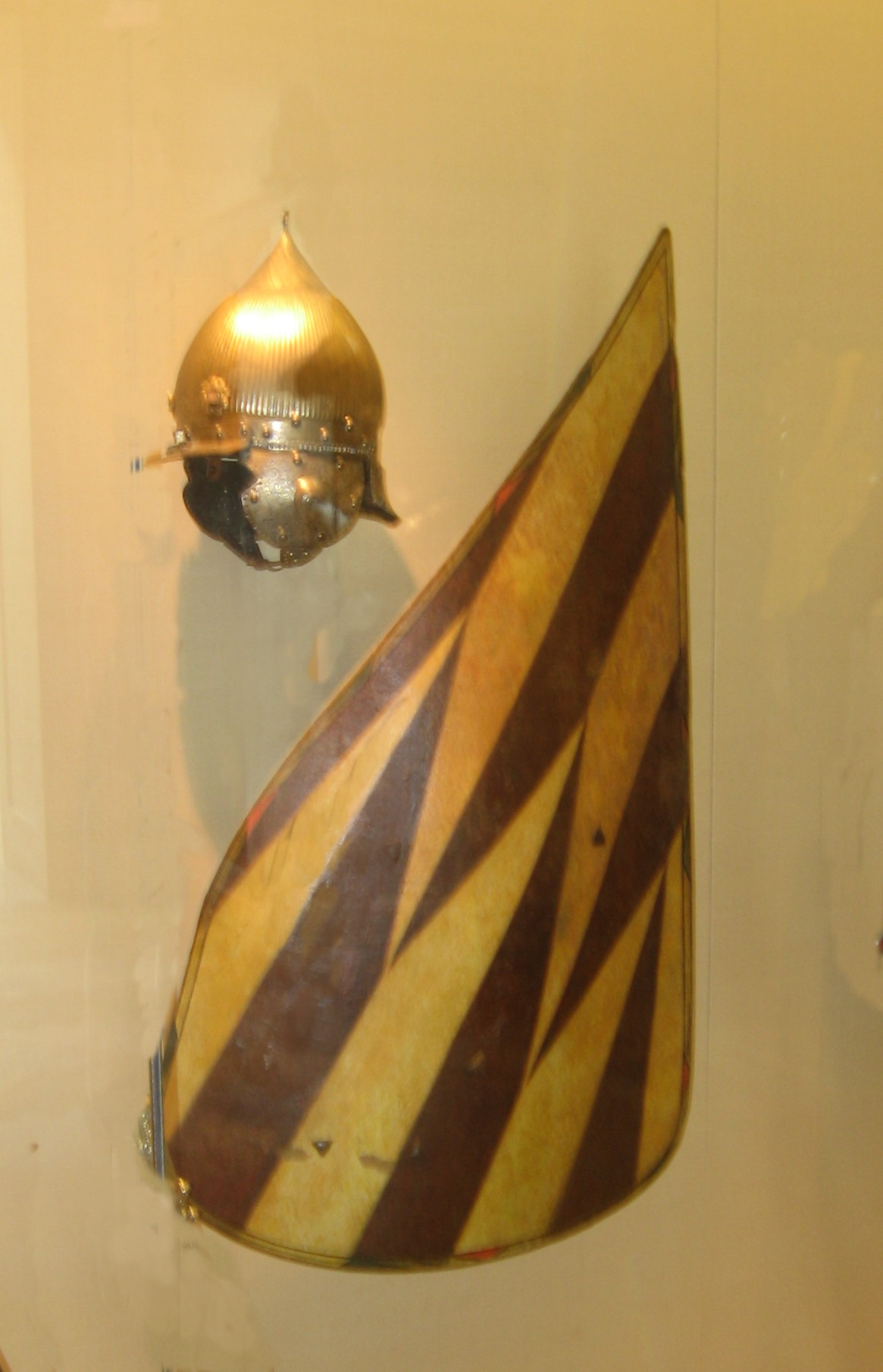
Щит в венгерском стиле со шлемом из коллекции Метрополитен-музея, Нью-Йорк

Венгерский щит был специфической формой щита. Он был прямоугольным в нижней части, но верхний край поднимался вверх, образуя кривую. Удлиненный верхний край был предназначен для защиты головы и шеи от порезов саблей. Они были характерны для венгерской легкой кавалерии. В 16 веке этот дизайн стал популярен в большей части Восточной Европы, как среди христианских, так и среди мусульманских всадников.